# Конде Наст
Конде Монтроз Наст (англ. Condé Montrose Nast; 26 березня 1873 — 19 вересня 1942) — засновник провідного американського видавничого дому «Condé Nast Publications», відомого такими журналами, як «Vanity Fair», «Vogue» і «The New Yorker».

## Ранні роки
Названий на честь свого дядька Конде Бенуа, Конде Монтроз Наст народився у Нью-Йорку в родині, яка походила зі Середнього Заходу. Його батько, Вільям Наст, син народженого в Німеччині методистського лідера Вільяма Наста, був брокером і винахідником, який також служив американським аташе в Берліні. Його мати, уроджена Естер Бенуа, була дочкою банкіра з Сент-Луїса Луї Огюста Бенуа, що походив із французької сім'ї, яка емігрувала до Канади, а звідти в штат Міссурі.
У Вільяма і Естер Настів було ще троє дітей: Луїс, Етель та Естель.
Тітка Наста оплатила йому навчання в Джорджтаунському університеті, який він закінчив у 1894 році. У 1897 році він отримав диплом юриста в Університеті Вашингтона у Сент-Луїсі.

## Кар'єра

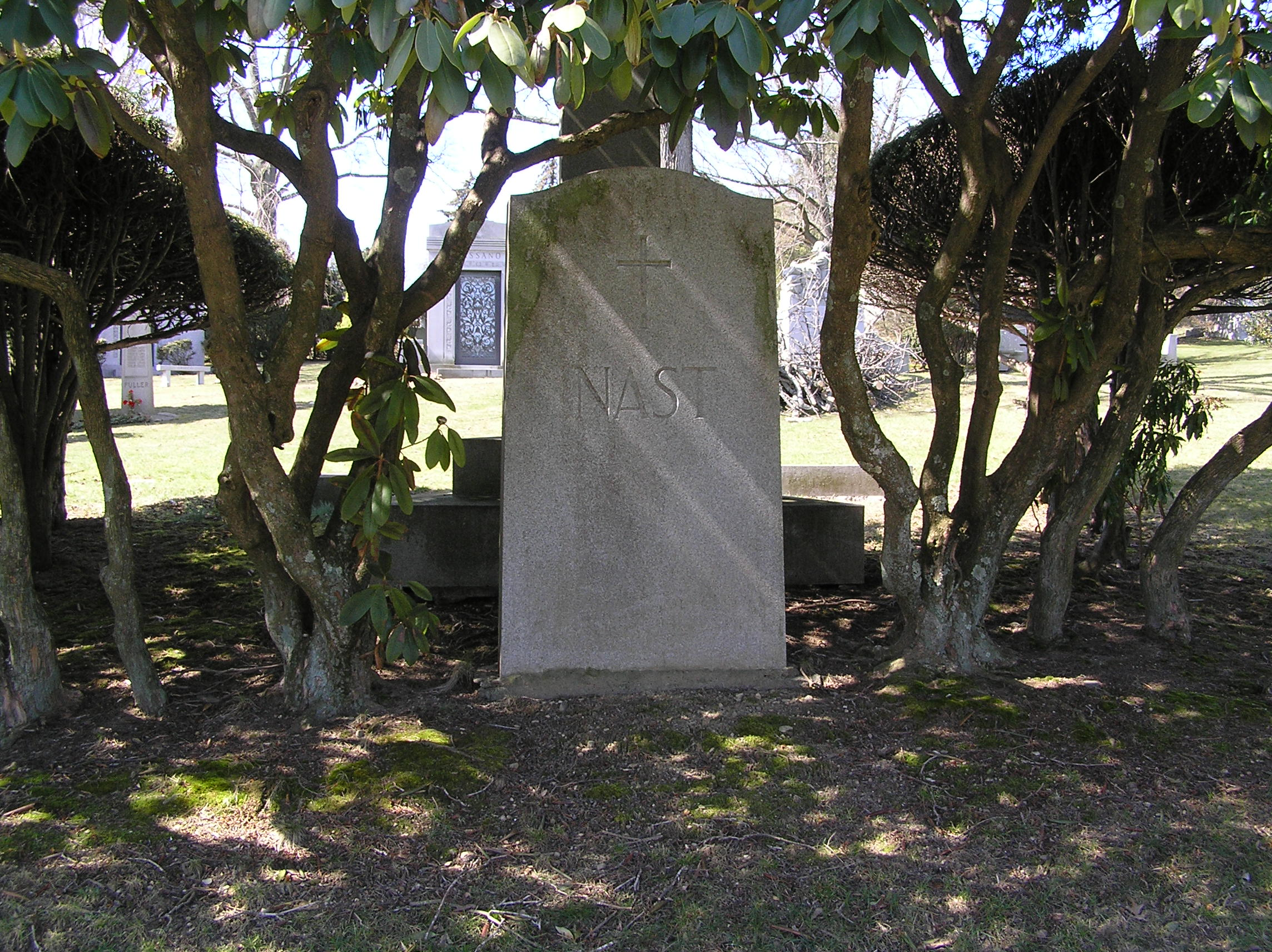
Могила Конде Наста на цвинтарі «Брама Небес»

Після випуску Наст у 1898 році влаштувався працювати на колишнього однокласника менеджером з реклами в тижневику «Collier's Weekly», де пропрацював до 1907 року. За десять років він збільшив доходи видання від реклами в 100 разів. Він публікував книги й щомісячний журнал «Lippincott's Monthly Magazine» з Робертом Макбрайдом («McBride, Nast & Co.»). Покинувши «Collier's», Наст купив «Vogue», що був тоді невеликим нью-йоркським журналом про суспільство, і перетворив його на головний американський журнал про моду.
Потім разом з другом Френком Крауніншілдом він перетворив «Vanity Fair» на витончене видання про загальні теми. У ньому публікувалися багато нових і якісних письменників, а також репродукції сучасного мистецтва.
Наст у кінцевому підсумку став власником цілої низки журналів, включаючи «House & Garden», британську, французьку та аргентинську версії «Vogue, Jardins des Modes» і «Glamour» (останній придбаний журнал за життя Наста). Тоді як інші видавці просто концентрувалися на збільшенні тиражу журналів, Наст націлювався на групи читачів за їх рівнем доходів або загальними інтересами.
Практично розорений у роки Великої депресії, як і багато інших, Наст провів останні роки життя, намагаючись повернути колишній добробут.

## Особисте життя
Наст був двічі одружений. Його дружинами були:
- (Жанна) Кларисса Кудер, яка успадкувала юридичну фірму «Coudert Brothers» і стала декоратором і дизайнером костюмів. Одружившись у 1902 році, розійшовшись у 1919 році і розлучившись у 1925 році[5], вони мали двох дітей, Чарльза Кудера Наста і Натіку Наст[6].
- Леслі Фостер, онучка губернатора Теннессі Джорджа Уайта Бакстера, на якій він одружився в 1928 році, коли їй було 20 років, а йому 55. Розлучившись близько 1932 року, вони мали дочку Леслі.

З 1932 по 1936 рік супутницею Наста була редакторка «Vanity Fair» Гелен Браун Норден Лоуренсон.

## Смерть
Конде Наст помер у 1942 році і був похований на кладовищі «Gate of Heaven Cemetery» в містечку Говторн штату Нью-Йорк. Його могила розташована у 25 секторі на цвинтарі «Брама Небес», поруч з могилами Бейба Рута та Біллі Мартіна.